# Гайленд (округ Ольстер, Нью-Йорк)
Гайленд (англ. Highland) — переписна місцевість (CDP) в США, в окрузі Ольстер штату Нью-Йорк. Населення — 6385 осіб (2020).

## Географія
Гайленд розташований за координатами 41°43′2″ пн. ш. 73°57′53″ зх. д. / 41.71722° пн. ш. 73.96472° зх. д. (41.717305, -73.964713).  За даними Бюро перепису населення США в 2010 році переписна місцевість мала площу 13,15 км², з яких 12,14 км² — суходіл та 1,01 км² — водойми.

## Демографія
Згідно з переписом 2010 року, у переписній місцевості мешкало 5647 осіб у 2204 домогосподарствах у складі 1339 родин. Густота населення становила 430 осіб/км².  Було 2366 помешкань (180/км²).
Расовий склад населення:
| - 84,4 % — білих - 6,9 % — чорних або афроамериканців - 4,0 % — азіатів - 0,3 % — корінних американців - 1,8 % — осіб інших рас |

До двох чи більше рас належало 2,5 %. Частка іспаномовних становила 7,8 % від усіх жителів.
За віковим діапазоном населення розподілялося таким чином: 21,9 % — особи молодші 18 років, 60,8 % — особи у віці 18—64 років, 17,3 % — особи у віці 65 років та старші. Медіана віку мешканця становила 40,6 року. На 100 осіб жіночої статі у переписній місцевості припадало 88,7 чоловіків;  на 100 жінок у віці від 18 років та старших — 85,8 чоловіків також старших 18 років.
Середній дохід на одне домашнє господарство  становив 70 011 долар США (медіана — 59 406), а середній дохід на одну сім'ю — 79 262 долари (медіана — 63 523). За межею бідності перебувало 14,4 % осіб, у тому числі 18,7 % дітей у віці до 18 років та 6,9 % осіб у віці 65 років та старших.
Цивільне працевлаштоване населення становило 2415 осіб. Основні галузі зайнятості: освіта, охорона здоров'я та соціальна допомога — 34,0 %, роздрібна торгівля — 12,0 %, науковці, спеціалісти, менеджери — 11,2 %.